# بروس هيرون
بروس هيرون (بالإنجليزية: Bruce Herron)‏ هو لاعب كرة قدم أمريكية أمريكي، ولد في 14 أبريل 1954 في فيكتوريا في الولايات المتحدة.

## وصلات خارجية
- بروس هيرون على موقع مرجع كرة القدم المحترفة.كوم (الإنجليزية)